# The Clans Are Still Marching
 (avril 2025).
Si vous disposez d'ouvrages ou d'articles de référence ou si vous connaissez des sites web de qualité traitant du thème abordé ici, merci de compléter l'article en donnant les références utiles à sa vérifiabilité et en les liant à la section « Notes et références ».

The Clans Are Still Marching est le troisième album live du groupe de heavy/power metal allemand Grave Digger, sorti en 2011.

## Liste des chansons
Les quinze pistes de cet album sont :
1. The Brave
2. Scotland United
3. The Dark Of The Sun
4. William Wallace
5. The Bruce
6. The Battle Of Flodden
7. The Ballad Of Mary
8. The Truth
9. Cry For Freedom
10. Killing Time
11. Rebellion
12. Culloden Muir
13. Ballad Of A Hangman
14. Excalibur
15. Heavy Metal Breakdown